# Jean-Louis Forain
Jean-Louis Forain (Reims, 1852. október 13. – Párizs, 1931. július 11.) francia grafikus és festő.

## Életrajza
Apja mázoló és díszletfestő volt. Az École des Beaux-Arts-ban tanult, de az akadémia levegője nem tetszett a törekvő, nyugtalan ifjúnak. A nyugodt, pózoló modellnél a pezsgő, nyugtalan, folyton változó élet jobban érdekelte. Így inkább az utcán, kávéházakban rajzolt, míg 1876-ban jelent meg első munkája a La Cravache-ban. Rajzai később szatirikus politikai témákat ábrázoltak és sikerrel tette nevetségessé ezekben az emberi gyarlóságot, az élet naív örömeit, fájdalmait. Mint festő lépett a nyilvánosság elé az impresszionista csoport (Manet és társai) kiállításain, majd a Salonban. 1885-ben Operabáli emlékek c. képével nagy sikert aratott. Több falragaszt is rajzolt. 1893-tól a becsületrend lovagja. 
Nagy hatással volt reá Manet és Degas. Rézkarcain és litográfiáin néhány könnyed, szinte írva odavetett vonallal jellemezte alakjait. A nagyvilági életből vett témák után újtestamentumbeli lapok következtek, amelyek a modern grafika legkiválóbb alkotásai közé sorozhatók. Művein távoli rokonságot lehet megállapítani Daumier, Toulouse-Lautrec és bizonyos tekintetben Rembrandt művészetével. Sikerültebb képei: A buffetben, Az özvegy, Színfalak között, Törvényszéki tárgyalás stb. Festményeinél azonban nevezetesebbek és művészetileg jóval jelentékenyebbek grafikai művei: rajzok, rézkarcok, litográfiák. A grafika terén a legelismertebb művészek közé tartozott, akinek lapjait óriási összegekért vásárolták Franciaországban és Németországban, Angliában és Magyarországon is. Rajzmodorának fő jellemvonása a szintézis, vagyis a formáknak lehetőleg egyszerű, egy-két vonalban összefoglalt előadása. Mint karikaturista munkatársa több francia napilapnak és effajta, többnyire a francia politikai és társadalmi viszonyokra vonatkozó, metsző gúnyt rejtő művei gyűjteményes kiadásokban is megjelentek: La comédie parisienne; Les temps difficiles; Panama; Nous, vous, eux; Album de Forain; Deux pays, stb. Csaknem összes jelentékeny rézkarca és kőrajza megvan a Szépművészeti Múzeum grafikai gyűjteményében.